# 鉄道 (マネの絵画)
『鉄道』（てつどう）は、フランスの画家エドゥアール・マネが1873年に制作した絵画。

## 画面
本作品は、パリのサン＝ラザール駅を舞台としている。線路脇の建物の庭から駅構内の方を眺める構図であり、背景に、線路の向こう側の建物やヨーロッパ橋の一部が見えている。当時、マネは、パリ8区・ヨーロッパ地区のサン＝ペテルスブール通りにアトリエを借りており、すぐ近くにサン＝ラザール駅があった。フランスで最初に鉄道が敷設されたのは1832年であるが、1870年代には、国内の鉄道総距離は2万2000キロメートルにまで発展しており、鉄道ブームのさなかであった。鉄道は、近代都市パリを象徴する新しいテーマであった。

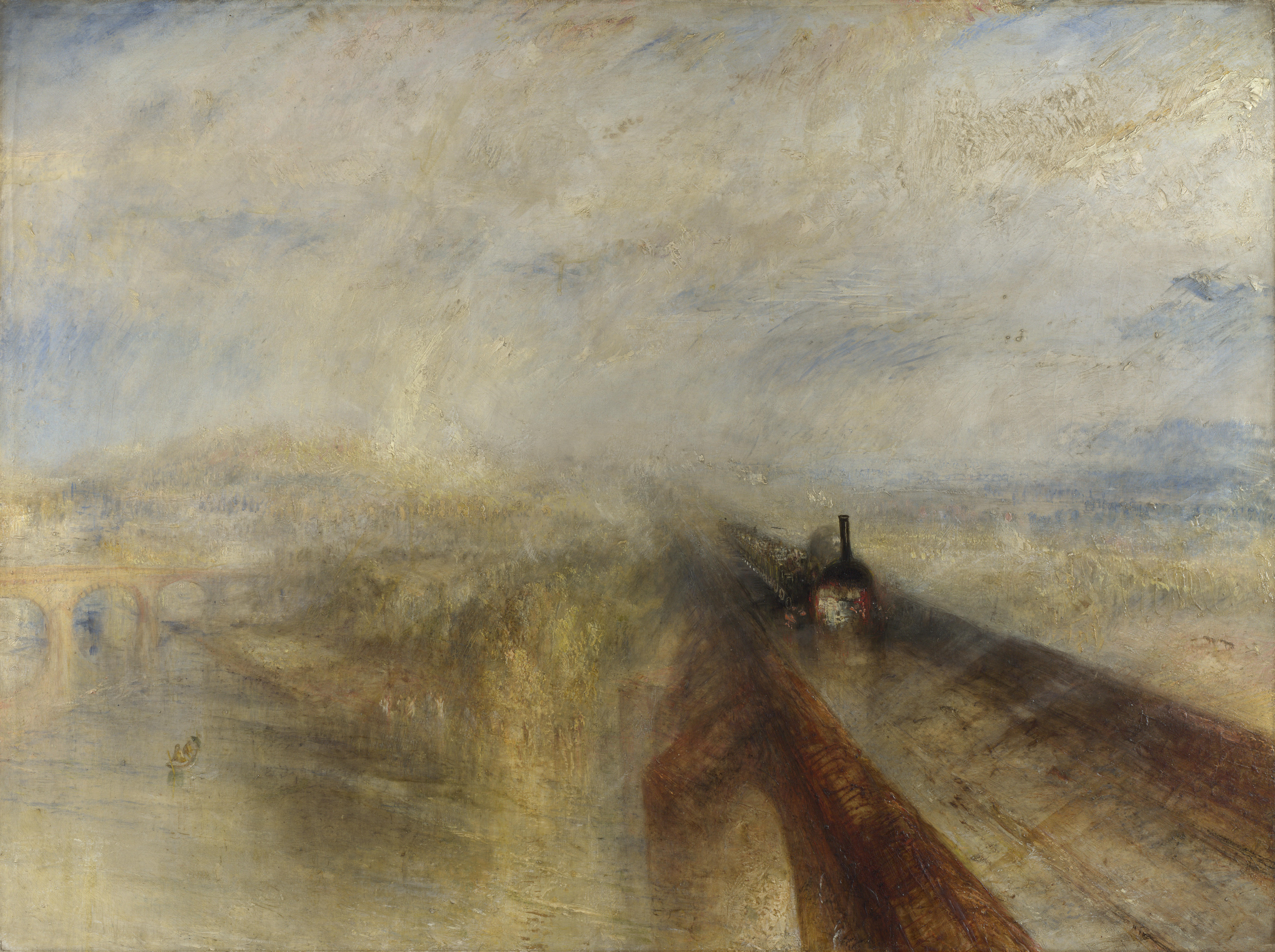
ターナー『雨、蒸気、速度――グレート・ウェスタン鉄道』1844年。

ただ、通過する汽車の存在は、白煙で暗示されるにすぎず、主人公として描かれているのは、鉄柵の手間の1組の母子である。当時のパリでも広く知られていた作品である、イギリスの画家ジョゼフ・マロード・ウィリアム・ターナーによる『雨、蒸気、速度――グレート・ウェスタン鉄道』が疾走する機関車を描いたのとは対照的である。
若い母親は、画題である鉄道とは無関係な読書をしており、その合間に目を上げてこちらを見たところである。膝の上では子犬が眠っている。この女性のモデルは、『草上の昼食』や『オランピア』でもモデルを務めたヴィクトリーヌ・ムーランである。本作品は、マネが描いたムーランの最後の肖像であった。白いドレスの少女はマネの隣人の画家アルフォンス・イルシュの娘とされる。
少女は、母親が読書に熱中しているせいで、退屈して鉄柵の向こうのサン＝ラザール駅構内を見ていることが読み取れる。母親の暖かそうな服装に比べ、娘は肩から両腕をさらしており、寒そうに感じられる。

## 評価

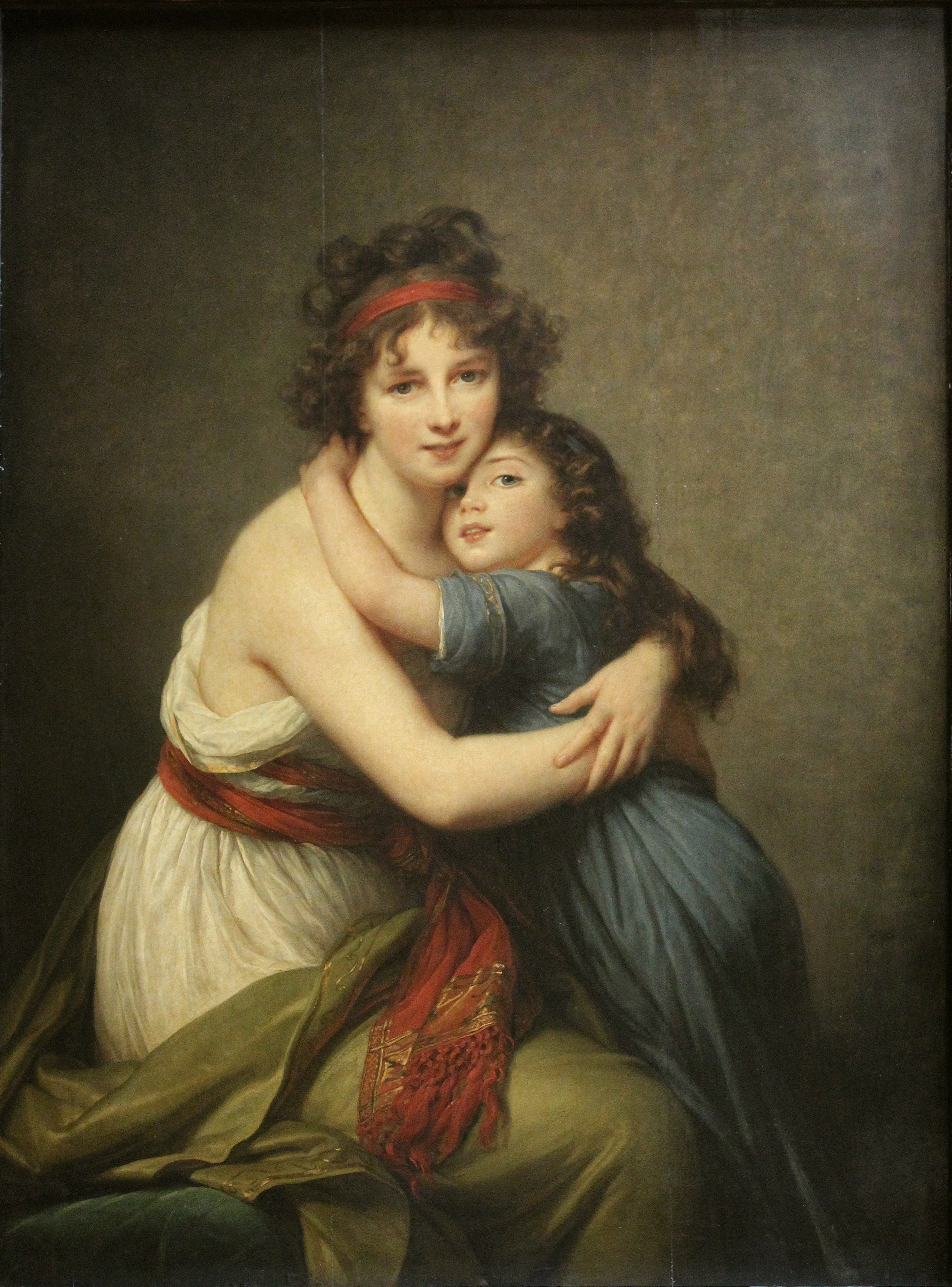
ヴィジェ=ルブラン『画家と娘』1789年。伝統的な母子像の典型である。

マネは、本作品を1874年のサロン・ド・パリに提出し、入選した。同時に提出した『ポリシネル』（水彩）は入選したが、『オペラ座の仮面舞踏会』と『燕』は落選した。
サロンに発表された本作品は、不評であった。伝統的な絵画では、母子は睦まじく描かれていたのに対し、本作品では、母子の見る方向が180度違うなど、母子の間に細やかな愛情が感じられないことが観衆に違和感を与えた。風刺漫画家たちは、母子が不幸な表情をしていると指摘した。「2人の心を病んだ女が通り過ぎる列車を監禁室の鉄柵越しに眺めている」（1874年6月13日『ジュルナル・アミュザン』）という評もあった。しかし、現在では、近代社会における母子の間に流れる冷たさこそ、マネが表現しようとしたものであるという指摘がある。
戸外の人物画であるという点では、マネが印象派と共通する外光表現に関心を持ち始めた時期の作品として位置付けられる。
ミシェル・フーコーは、「マネの絵画」と題する講演の中で、本作品について、垂直線と水平線が画面の2次元性を強調しているという、マネの他作品とも共通する特徴を指摘している。また、母親が見ているものはキャンバスの手前にあるために鑑賞者には見えず、少女が見ているものも絵の向こうにあって鑑賞者に見えないことから、「いわば鑑賞者に、見えるはずだと感じるもの、しかし絵の中には描かれていないものを見るためにキャンヴァスの周りを回り、場所を移動したいという欲求を持たせる」という「不可視性の戯れ」をマネが行っていると指摘している。

## 来歴
マネの支援者の一人だったジャン＝バティスト・フォールが購入し、フォールは1881年にデュラン＝リュエル画廊に売却した。1898年、ヘンリー・オズボーン・ハヴマイヤー夫妻が購入し、その息子ホレス・ハヴマイヤーが相続し、1956年、ナショナル・ギャラリーに寄贈した。